# 聖職叙任権
聖職叙任権（せいしょくじょにんけん）は、キリスト教会における司教や修道院長など聖職者を任命する権限。単に叙任権（じょにんけん）と称されることもある。
古代末期以来、私領に建てられた聖堂（私有教会）や修道院が増加していったが、こうした聖堂の聖職者あるいは修道院長を選ぶ権限は土地の封建領主が保有していた。こうして、世俗権力が強大化していくと、その地域の司教の選出に対しても影響力を及ぼすようになったが、これは少なからず教会財産の管理権を握ることと直結していた。中世に入ると、ローマ教皇庁の発言力が強まり、ヨーロッパにおいて教皇権が伸張していくなかで、こうした聖職叙任権をめぐる争いが頻発するようになっていった（叙任権闘争）。
特にドイツ（神聖ローマ帝国）においては、歴代皇帝が司教たちの任命権を握り、教会への影響力を強め、ローマ教皇の選出にまで一定の影響力を持つに至った。しかし、俗権による叙任権のコントロールはシモニア（聖職売買）や聖職者の堕落という事態を招く一因ともなった。

## 関連事項
- カノッサの屈辱
- ヴォルムス協約
- 中国天主教愛国会